# Top 16 européen 2023
 (février 2025).
Motif : Aucune source secondaire centrée d'envergure nationale, rien de mieux sur les interwikis. WP n'est pas une base de données de résultats de tous les tournois de tous les sports du monde.
- Archive Wikiwix
- Bing
- Cairn
- DuckDuckGo
- E. Universalis
- Gallica
- Google
- G. Books
- G. News
- G. Scholar
- Persée
- Qwant
- (zh) Baidu
- (ru) Yandex
- (wd) trouver des œuvres sur Wikidata

| 1. | Préciser le motif de la pose du bandeau. | Précisez le motif de la pose du bandeau en utilisant la syntaxe suivante : {{admissibilité à vérifier\|date=mars 2025\|motif=remplacez ce texte par le motif}}                            |
| 2. | Informer les utilisateurs concernés.     | Pensez à avertir le créateur de l'article, par exemple, en insérant le code ci-dessous sur sa page de discussion : {{subst:avertissement admissibilité à vérifier\|Top 16 européen 2023}} |

Navigation
2022 2024
Le Top 16 européen 2023 est la 52e édition du Top 16 européen, une compétition de tennis de table annuelle regroupant les 16 meilleurs pongistes européens de 2022. L'édition a lieu cette année à Montreux
Le Slovène Darko Jorgić remporte la compétition masculine pour le 1re fois face à Dang Qiu alors que le tournoi féminin est remporté par Han Ying,.

## Participants

### Messieurs
| N° | Nom                | Résultat     |
| -- | ------------------ | ------------ |
| 1  | Truls Möregårdh    | 2e tour      |
| 2  | Darko Jorgić       | Victoire (1) |
| 3  | Dimitrij Ovtcharov | Demi-finale  |
| 4  | Dang Qiu           | Finale       |
| 5  | Kristian Karlsson  | 2e tour      |
| 6  | Liam Pitchford     | Demi-finale  |
| 7  | Andrej Gaćina      | 2e tour      |
| 8  | Simon Gauzy        | 2e tour      |
| 9  | Marcos Freitas     | 1er tour     |
| 10 | Yang Wang          | 1er tour     |
| 11 | Robert Gardos      | 1er tour     |
| 12 | Tomislav Pucar     | 1er tour     |
| 13 | Jonathan Groth     | 1er tour     |
| 14 | João Geraldo       | 1er tour     |
| 15 | Emmanuel Lebesson  | 1er tour     |
| 16 | Elias Hardmeier    | 1er tour     |

### Dames
| N° | Nom                | Résultat     |
| -- | ------------------ | ------------ |
| 1  | Han Ying           | Victoire (1) |
| 2  | Sofia Polcanova    | Finale       |
| 3  | Nina Mittelham     | Demi-finale  |
| 4  | Jia Nan Yuan       | 1er tour     |
| 5  | Fu Yu              | 2e tour      |
| 6  | Bernadette Szőcs   | 2e tour      |
| 7  | Hana Matelová      | 2e tour      |
| 8  | Xialian Ni         | 2e tour      |
| 9  | Elizabeta Samara   | 1er tour     |
| 10 | Barbora Balážová   | 1er tour     |
| 11 | Shao Jieni         | Demi-finale  |
| 12 | Linda Bergström    | 1er tour     |
| 13 | Georgina Póta      | 1er tour     |
| 14 | Natalia Bajor      | 1er tour     |
| 15 | Christina Källberg | 1er tour     |
| 16 | Rachel Moret       | 1er tour     |

## Médaillés
| Tournoi          | Or           | Argent          | Bronze             |
| Simple messieurs | Darko Jorgić | Dang Qiu        | Liam Pitchford     |
| Simple messieurs | Darko Jorgić | Dang Qiu        | Dimitrij Ovtcharov |
| Simple dames     | Han Ying     | Sofia Polcanova | Shao Jieni         |
| Simple dames     | Han Ying     | Sofia Polcanova | Nina Mittelham     |